# Letra muda
Una letra muda es aquella que nunca tiene sonido. Por ejemplo la «H», que en el castellano nunca se pronuncia.

## Español o castellano
La letra H no tiene sonido (excepto en la combinación «ch»). Las palabras «hola» y «ola» suenan exactamente igual, pero tienen diferente significado. Sin embargo, en algunos extranjerismos como la palabra «hámster», la h sí tiene sonido ya que la pronunciación de la h es casi igual a la de la j. Véase Uso fonético de la H.
En las combinaciones que y qui la u no tiene sonido. La palabra «queso» suena [keso], la palabra «quilate» suena  [kilate]. Todas las letras de estas palabras tienen correspondencia con un sonido, excepto la «u».
En la combinaciones gue y gui la u no tiene sonido, pero indica que la g debe pronunciarse como g [g] y no como j [x]. Por ejemplo «guita» se pronuncia [guita] y en cambio gitano es [xitano]. Para que la u tenga sonido se le debe colocar una diéresis (¨) con lo cual quedará como ü y tendrá sonido en las combinaciones güe y güi (ejemplos: «güero» y «agüita»). Nota: «gue≠güe» / «gui≠güi»
La Real Academia Española acepta que algunas letras mudas no se escriban. Por ejemplo, la combinación ps: «psicología» o «sicología», «sitacosis» o «psitacosis». El Diccionario de la Real Academia Española solo tiene «psoriasis», pero el Diccionario panhispánico de dudas dice que la grafía «soriasis» también es válida. También existen otras consonantes mudas como la m en la palabra «mnemotecnia» (también válido como «nemotecnia»); y la g en palabras como «gnomo» (también válido como «nomo»), «gnosticismo» (también válido como «nosticismo»).
Sin embargo, existen algunas palabras a las que no se les puede omitir la letra muda, tal es el caso de las consonante c y g en palabras como «cnidarios» y «gnosis».

## Francés
En francés es muy habitual que si una palabra termina en consonante, esta sea muda. Por ejemplo placard [plaka:ʀ], parler [paʀle], abcès [absε], billet [bijε], galeux [galø], blanc [blɑ̃], poing [pwɛ̃].
También es normal que las palabras terminadas en e no acentuada, esta sea muda: Por ejemplo: être [ε:tʀ], fête [fεt], fille [fij], vague [vag].
En francés, al igual que en español, en la combinación qu, la letra "u" siempre es muda. Por ejemplo: quatre [katʀ:], quelque [kelk:], qui [ki], quoi [k:ua]. Sólo que en francés, a diferencia del español, este dígrafo (qu) sí aparece ante cualquier vocal.      
Las siguientes letras nunca son mudas en francés: j e v o casi nunca: a, i, o, q e y.
En francés, la H también es muda, igual que en español (excepto en la combinación "ch" y "ph").

## Inglés
En inglés la e muda en muchos casos tiene utilidad en la pronunciación de la vocal precedente. Por ejemplo 
- kit se pronuncia [kɪt] y kite se pronuncia [kaɪt].
- hop se pronuncia [hɒp] y hope se pronuncia [hoʊp]
- ton se pronuncia [tʌn] y tone se pronuncia [toʊn]
- cut se pronuncia [kʌt] y cute se pronuncia [kjut].

La regla anterior no es rígida. Por ejemplo gone se pronuncia [gɒn] y no *[goʊn].
En muchos casos hay letras totalmente mudas, como en guard [gɑrd], honor [ɒnər], light [laɪt] o know [noʊ].
Algunas palabras tienen letras mudas para reflejar su origen, como la "b" de debt [dɛt] que viene del latín dēbita. Hay casos en que se insertó una letra por error, como la "s" de island (isla en español, pronunciado en inglés [aɪlənd]), pero la palabra proviene de īgland, donde land es terreno, y es una coincidencia que sea similar a isla (o a isle en inglés, que es la analogía que se usó en la realidad).

## Portugués
En portugués, la H sólo se pronuncia mediante las combinaciones ch, lh y nh. Rara vez tiene sonido en palabras extranjeras como Halloween. 
En Portugal, a diferencia de Brasil, existe la c muda. Por ejemplo, en Portugal se escribe acção y en Brasil ação. Sobre la supresión de la c muda y otras consonantes mudas véase Acuerdo ortográfico de la lengua portuguesa de 1990.
Nota: Según el nuevo acuerdo ortográfico la "c" muda tampoco se debe escribir en Portugal, no obstante en "facto" (hecho) para distinguirlo de  "fato" (traje) sí se escribe, ya que los portugueses sí la pronuncian. Lo mismo ocurre con otros casos.